# Skiljesjön (Anundsjö socken, Ångermanland)
Skiljesjön är en sjö i Örnsköldsviks kommun i Ångermanland och ingår i Gideälvens huvudavrinningsområde. Sjön är 6,3 meter djup, har en yta på 0,118 kvadratkilometer och befinner sig 312 meter över havet.
Sjön avvattnas av en namnlös bäck som mynnar i Lägstaån. Lägstaån byter längre ner namn till Lockstaån och är ett biflöde till Flärkån som i sin tur är ett biflöde till Gideälven.
En knapp km norr om Skiljesjön ligger Gammtrattens naturreservat och en dryg km västerut ligger Trolltjärns naturreservat.

## Delavrinningsområde
Skiljesjön ingår i det delavrinningsområde (708483-161155) som SMHI kallar för Mynnar i Lockstaån. Medelhöjden är 382 meter över havet och ytan är 5,32 kvadratkilometer. Räknas de 2 avrinningsområdena uppströms in blir den ackumulerade arean 9,92 kvadratkilometer. Vattendraget som avvattnar avrinningsområdet har biflödesordning 4, vilket innebär att vattnet flödar genom totalt 4 vattendrag innan det når havet efter 105 kilometer. Avrinningsområdet består mestadels av skog (83 procent). Avrinningsområdet har 0,12 kvadratkilometer vattenytor vilket ger det en sjöprocent på 2,2 procent.